# نيكولاس برونو
نيكولاس برونو (24 فبراير 1989 في الأرجنتين - ) (بالإسبانية: Nicolás Bruno)‏ هو لاعب كرة طائرة شاطئية ولاعب كرة طائرة الأرجنتين في مركز ضارب خارجي ‏. شارك في الألعاب الأولمبية الصيفية 2012 والكرة الطائرة في الألعاب الأولمبية الصيفية 2016. ولعب مع في سي ماسيك.

## وصلات خارجية
- نيكولاس برونو على موقع الاتحاد الأوروبي (الإنجليزية)
- نيكولاس برونو على موقع عالم الكرة الطائرة (الإنجليزية)
- نيكولاس برونو على موقع دوري الدرجة الأولى الإيطالي للكرة الطائرة - رجال (الإيطالية)
- نيكولاس برونو على موقع اللجنة الأولمبية الدولية (الإنجليزية)
- نيكولاس برونو على موقع أوليمبيديا (الإنجليزية)
- نيكولاس برونو على موقع اللجنة الأولمبية الأرجنتينية (الإسبانية)